# Francisco Carlos da Silva
Francisco Carlos da Silva (Tabatinga, 30 de setembro de 1955) é um prelado católico brasileiro. Atualmente é o bispo de Jaú.

## Biografia
Francisco Carlos da Silva nasceu na cidade de Tabatinga, no dia 30 de setembro de 1955, filho de Manuel Antônio da Silva e de Alice Malaquias da Silva. 
Realizou os estudos de filosofia no Seminário Maior Diocesano de São Carlos (1976) e os de teologia na Pontifícia Universidade Católica de Campinas (1979). 
Foi ordenado sacerdote em 11 de dezembro de 1982 para a diocese de São Carlos. 
Trabalhou como vigário paroquial em Itápolis, em 1983 e foi administrador paroquial e pároco de Itaju (1983-1984).
Foi pároco da Paróquia São Sebastião em Borborema entre 1984 até 2007. 
Nesta paróquia, ao tomar posse, o então padre Franscisco recebeu a determinação do bispo, Dom Constantino Amstalden, para que construísse uma igreja maior, mais espaçosa e aconchegante, visto que a antiga, pequena e sem condições de ampliação, deveria ser demolida. No dia 27 de agosto de 1984, uma comissão administrativa, presidida pelo padre Francisco, reuniu-se com a presença de engenheiros, para estudarem os primeiros projetos da futura Matriz. Além do esforço junto à comunidade e, tendo em vista que, na época, já havia uma mobilização no município para arrecadar fundos para a construção de um hospital, o Pe. Francisco recorreu a  “Bischöfliche Aktion Adveniat”, uma entidade da Igreja Católica da Alemanha, solicitando-lhes auxílio. A resposta só foi positiva no segundo e insistente pedido, em resposta de 06 de Dezembro de 1984. A última Missa celebrada na antiga matriz aconteceu na noite da quarta-feira, 29 de maio de 1.985. 
Construiu também todas as capelas urbanas do município, até então inexistentes: a Igreja de São Benedito (inaugurada em 05 de outubro de 1991), no Jardim Ouro Verde, o Santuário de Nossa Senhora Aparecida (inaugurado em 12 de outubro de 1992), no Conjunto Habitacional Prefeito Hermes Fernandes Vasques, conhecido como Vila Hermes e a Igreja de Santa Edwiges (inaugurada no dia 16 de outubro de 1996), na Vila Cristina.
Além disso, foi responsável pela reativação da Casa de Cursos, anteriormente denominada "Casa da Paz Padre Luiz Cechinato", que viria a ser denominada Centro de Evangelização "Pe. Luiz Cechinato", um espaço para eventos e cursos composto por auditório, cozinha, refeitório, capela, pátio e alas de dormitórios masculino e feminino. A sua inauguração ocorreu no dia 16 de julho de 1972. No entanto, a sucessiva mudança de Párocos que ocorreu após a transferência do Pe. Luiz Cechinato para Bariri-SP, interrompeu, por completo, a caminhada da comunidade,  levando a desativação da "Casa de Cursos". A partir de 1984, com a chegada do Pe. Francisco, as atividades paroquiais recomeçaram, principalmente os trabalhos com jovens, adultos e casais surgindo a necessidade de local apropriado.
Acompanhou de perto o trabalho dos movimentos religiosos e pastorais. Foi responsável pela instalação da 1ª Conferência da Sociedade São Vicente de Paulo (S.S.V.P.), fundada aos 18 de setembro de 1986. O nome da S.S.V.P. em Borborema já era conhecido, pois anteriormente tentou-se fundá-la em 1957 e em 1972, mas não se chegou a construir nenhuma conferência.
Nos últimos anos ainda foi responsável pela reforma da Gráfica e Editora São Sebastião, pertencente a Associação São Sebastião, vinculada a paróquia, como também a construção do Centro Catequético.
Na Diocese de São Carlos, ocupou os seguintes cargos:
- Vigário Substituto na Catedral de São Carlos (1983)
- Vigário Paroquial do Divino Espírito Santo em Itápolis-SP (1983)
- Administrador Paroquial e, em seguida, Pároco de São Sebastião em Itaju-SP (1983-1984)
- Pároco de São Sebastião de Borborema (1984-2007)
- Coordenador da Pastoral da Juventude e da Região na Região Pastoral IV (1985 a 1986)
- Coordenador Diocesano de Pastoral (1997 a 2000)
- Vigário Geral da Diocese de São Carlos (1999 a 2002)
- Membro do Conselho Presbiteral e do Colégio de Consultores (a partir de 1999)
- Diretor do Arquivo diocesano
- Membro da Comissão Representativa de Presbíteros da Sub-Região Pastoral de Campinas-SP
- Membro da Comissão De Bens Culturais da Igreja (2002 a 2006)
- Vigário Episcopal da Região Pastoral IV (a partir de 2004)
- Cônego Catedrático, Presidente do Cabido Diocesano (a partir de 2002)
- Coordenador da Comissão de Cultura para o Centenário da Diocese (2007)
- Administrador diocesano (2006)

Foi nomeado por Bento XVI bispo da Diocese de Ituiutaba, Brasil, em 19 de setembro de 2007. Foi sagrado bispo no dia 22 de novembro de 2007 em Borborema, tendo como sagrante principal Dom Joviano de Lima Júnior, arcebispo de Ribeirão Preto.
No dia 30 de setembro de 2015, o Papa Francisco o nomeou como o oitavo bispo diocesano de Lins.
Como bispo, atuou como primeiro suplente do Conselho Permanente do Regional Leste 2 da Conferência Nacional dos Bispos do Brasil (CNBB) e membro da Comissão Episcopal Pastoral para o Serviço da Caridade, da Justiça e da Paz.
Em 26 de junho de 2024, o Papa Francisco o nomeou como bispo Diocese de Jaú 

## Ordenação episcopal
Foi ordenado bispo no dia 22 de novembro de 2007 em Borborema, tendo como sagrante principal Dom Joviano de Lima Júnior, arcebispo de Ribeirão Preto, além de Dom Paulo Sérgio Machado, na época Bispo da Diocese de São Carlos, SP e Dom Bruno Gamberini, na época Arcebispo da Arquidiocese de Campinas, SP. Adotou como Lema Episcopal "Ite in Vineam" - "Ide para a vinha", inspirado na passagem bíblica "Ide também vós para a minha vinha" (Mt 20, 4).